# آیروکلند کلاس هکتور
آیروکلند کلاس هکتور (به انگلیسی: Hector-class ironclad) یک کلاس از کشتی است که طول آن ۲۸۰ فوت ۲ اینچ (۸۵٫۴ متر) می‌باشد.